# Calceolaria thyrsiflora
Calceolaria thyrsiflora là một loài thực vật có hoa trong họ Calceolariaceae. Loài này được Graham mô tả khoa học đầu tiên năm 1828.